# Wisłoka Dębica
La Wisloka Debica est un club polonais de football basé à Dębica.

## Historique
Wisłok Dębica (complet: Club Sportowy Wisłok Dębica) est un club de sport de la ville Dębica. La plus grande partie est actuellement la section football. Le club a été fondé en 1908 et a joué dans l'intervalle, le deuxième plus haut championnat polonais. Il est l'un des plus anciens clubs de la Pologne. Les couleurs du club sont vert et blanc depuis sa création. Le club a été nommé d'après la rivière qui coule à travers la ville.
- 1908 : fondation du club